# Terra e Paixão
Terra e Paixão és una telenovel·la brasilera creada per Walcyr Carrasco i emesa a TV Globo del 8 de maig de 2023 al 19 de gener de 2024. És protagonitzada per Cauã Reymond, Bárbara Reis, Johnny Massaro, Paulo Lessa, Débora Falabella, Agatha Moreira, Tony Ramos i Glória Pires.

## Repartiment i personatges
- Cauã Reymond com Caio Meirelles La Selva
- Bárbara Reis com Aline Barroso Machado
- Johnny Massaro com Daniel La Selva
- Paulo Lessa com Jonatas dos Santos
- Débora Falabella com Lucinda do Carmo Amorim
- Agatha Moreira com Graça Borghin Junqueira
- Tony Ramos com Antônio La Selva
- Glória Pires com Irene Pinheiro La Selva
- Eliane Giardini com Agatha Santini La Selva
- Tatá Werneck com Anely do Carmo / Rainha Delícia
- Rainer Cadete com Luigi San Marco[3]
- Débora Ozório com Petra La Selva
- Ângelo Antônio com Raul Andrade Amorim (Andrade)
- Leandro Lima com Delegado Marino Guerra
- Jonathan Azevedo com Odilon Tavares
- Leona Cavalli com Gladys Borghin Junqueira
- Cláudio Gabriel com Tadeu Junqueira
- Thati Lopes com Berenice Aureliana (Berê)
- Alexandra Richter com Berenice Ferreira (Nice)
- Maicon Rodrigues com Rodrigo[4]
- Charles Fricks com Ademir La Selva
- Tatiana Tiburcio com Jussara Barroso Machado
- Camilla Damião com Menah dos Santos
- Flávio Bauraqui com Gentil dos Santos
- Igor Angelkorte com Dr. Henrique Sampaio
- Gil Coelho com César Verdelho
- Suyane Moreira com Iraê Guató
- Renata Gaspar com Mara Mamberti
- Inez Viana com Angelina Assunção
- Jeniffer Dias com Victória Castro
- Kizi Vaz com Nina[5]
- Valéria Barcellos com Luana Shine
- Bruna Aiiso com Dr. Laurita Corrêa
- Daniel Munduruku com Xamã Jurecê Guató
- Mapu Huni Kui com Raoni Guató[6]
- Lourinelson Vladimir com Elias Mamberti[7]
- Amaury Lorenzo com Ramiro Neves
- Diego Martins com Kelvin
- Tairone Vale com Ruan Alves
- Natascha Stransky com Silvia[8]
- Rafaela Cocal com Yandara Guató[9]
- Márcio Tadeu com Juvenal Mourão
- Natalia Dal Molin com Graciara
- Letícia Laranja com Flor da Conceição
- Paulo Roque com Sidney
- Samir Murad com Pablo Ozen
- Rafael Gualandi com Enzo
- Edvana Carvalho com Lúcia
- Merícia Cassiano com Iná
- Ignácio Luz com Fernando «Nando»
- Matheus Assis com João Barroso Machado
- Felipe Melquiades com Cristian Kuerton Andrade
- Maria Carolina Basilio com Rosa
- Izabela Cardin com Melina Gonzales
- Susana Vieira com Cândida Rossini